# Lukjaniwska-Friedhof

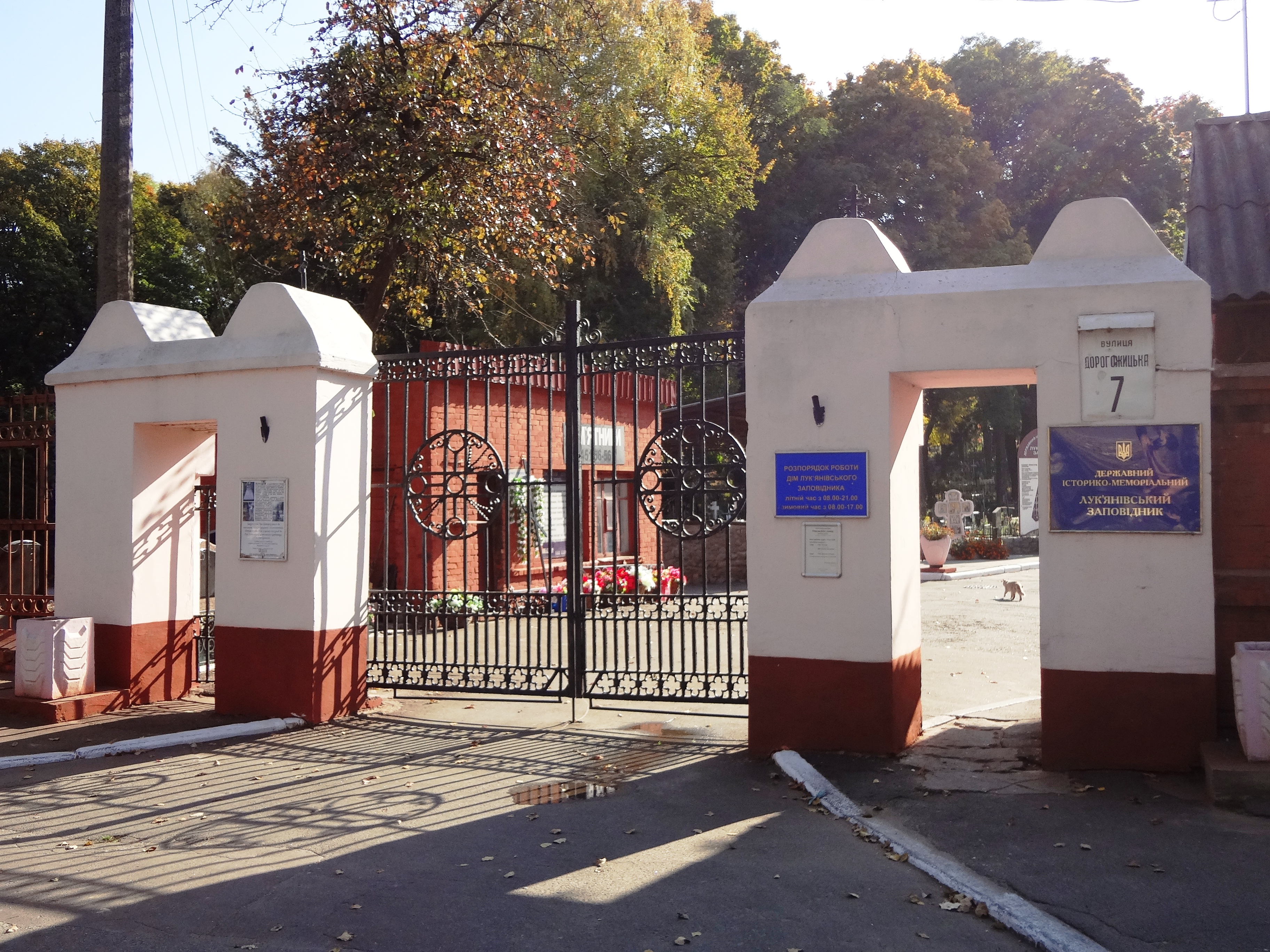
Friedhofseingang

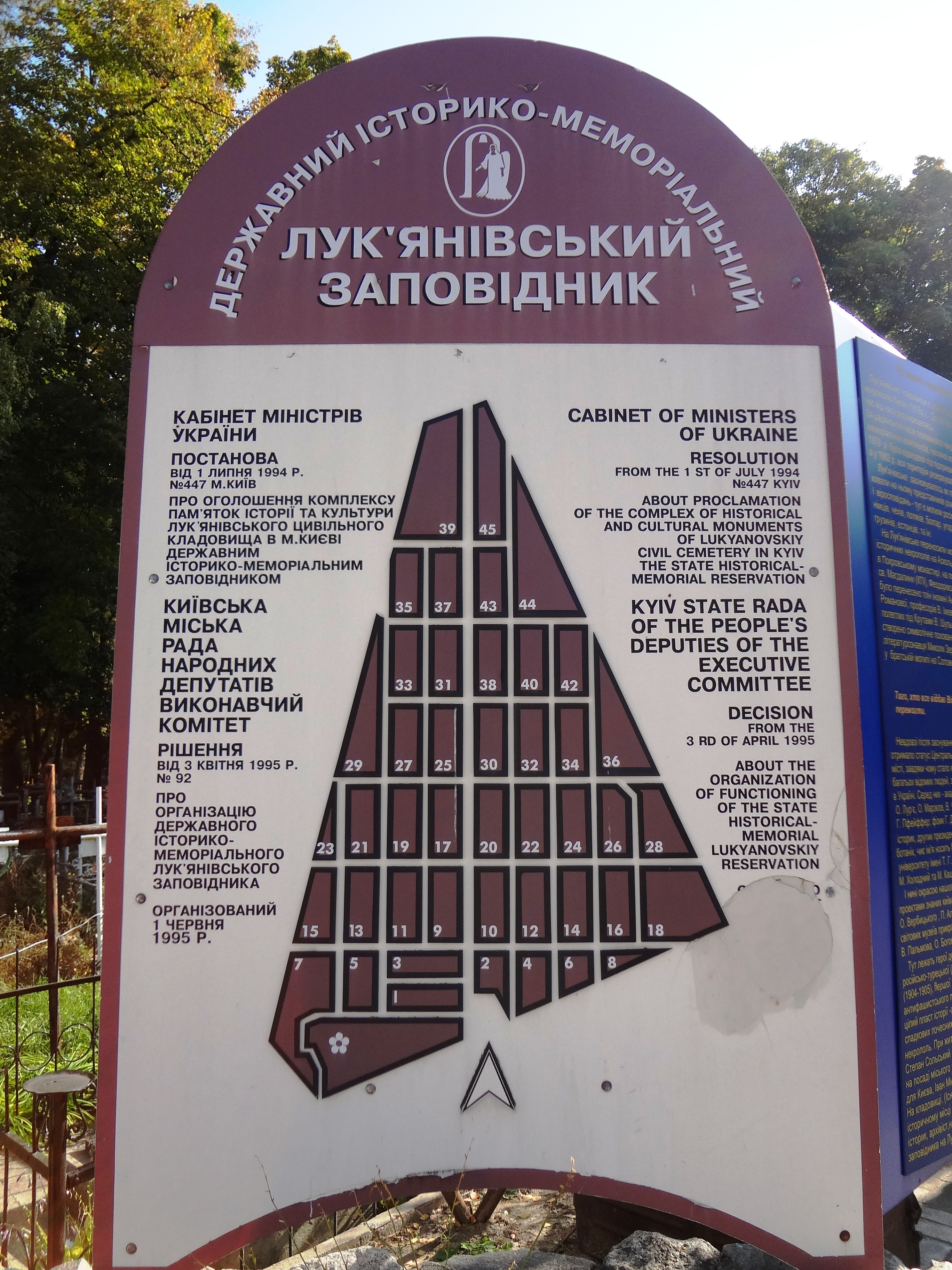
Übersichtsplan des Friedhofs

Der Lukjaniwska-Friedhof (ukrainisch Лук'янівський цвинтар/ Lukjaniwskyj zwyntar) ist einer der ältesten Friedhöfe der ukrainischen Hauptstadt Kiew.

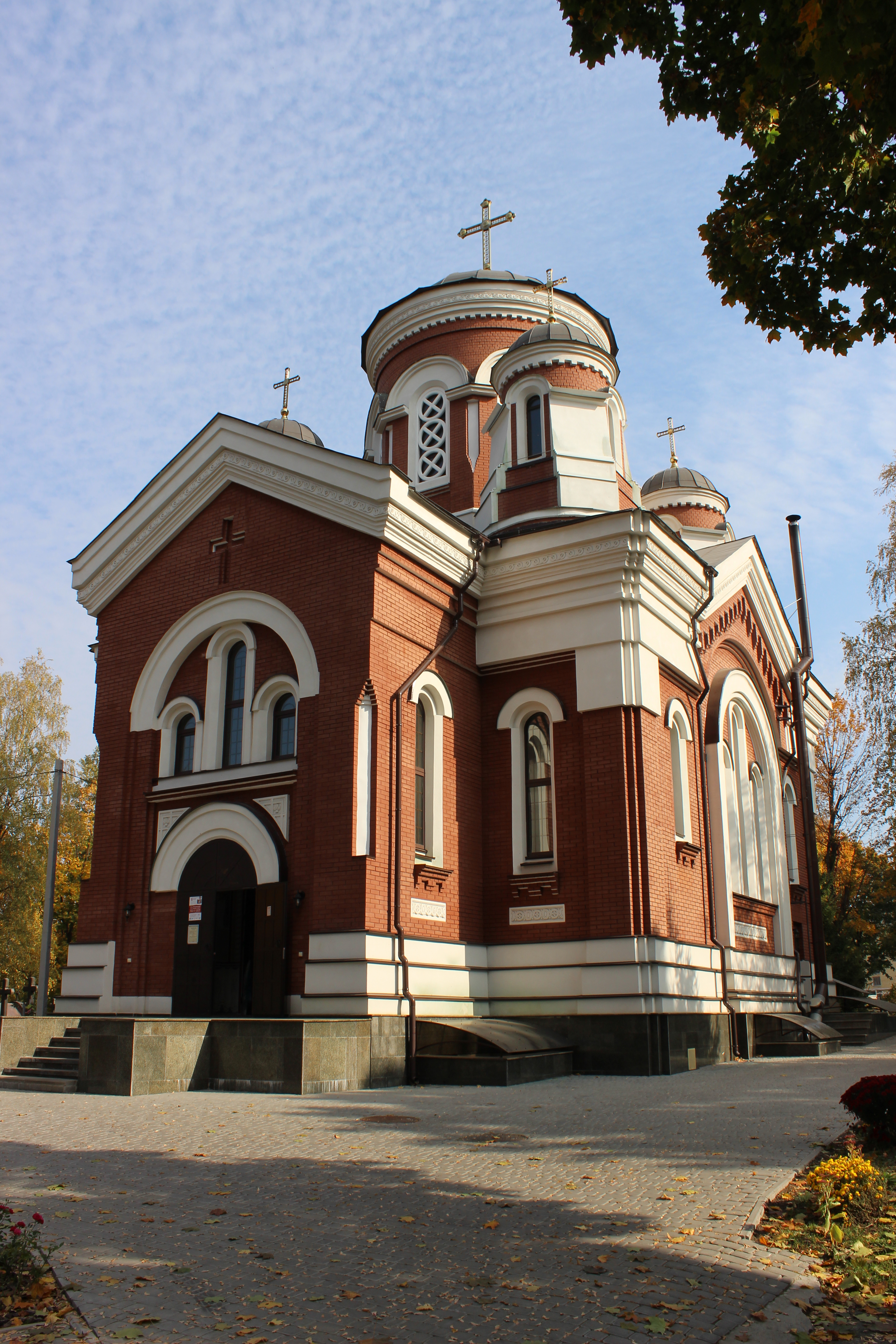
Orthodoxe St. Kateryna-Friedhofskirche

Der 1878 angelegte Friedhof hat eine Größe von 20,45 Hektar und ist in 45 Abschnitte unterteilt. 227 Gräber und Grabsteine stehen unter staatlichem Schutz. Der Friedhof liegt südöstlich von Babyn Jar im Stadtbezirk Schewtschenko. Am 1. Juli 1994 wurde der Friedhof vom Ministerkabinett der Ukraine zu einem historischen und kulturellen Denkmal erklärt.
Die orthodoxe Sankt Kateryna-Friedhofskapelle wurde 2011 eingeweiht. Sie steht an Stelle einer 1974 abgegangenen Holzkapelle.
Nördlich des Friedhofs schließt sich der Lukjaniwska-Soldatenfriedhof an und nördlich von diesem befinden sich die Überreste des jüdischen Friedhofs Lukjaniwskyj.

## Beigesetzte Persönlichkeiten

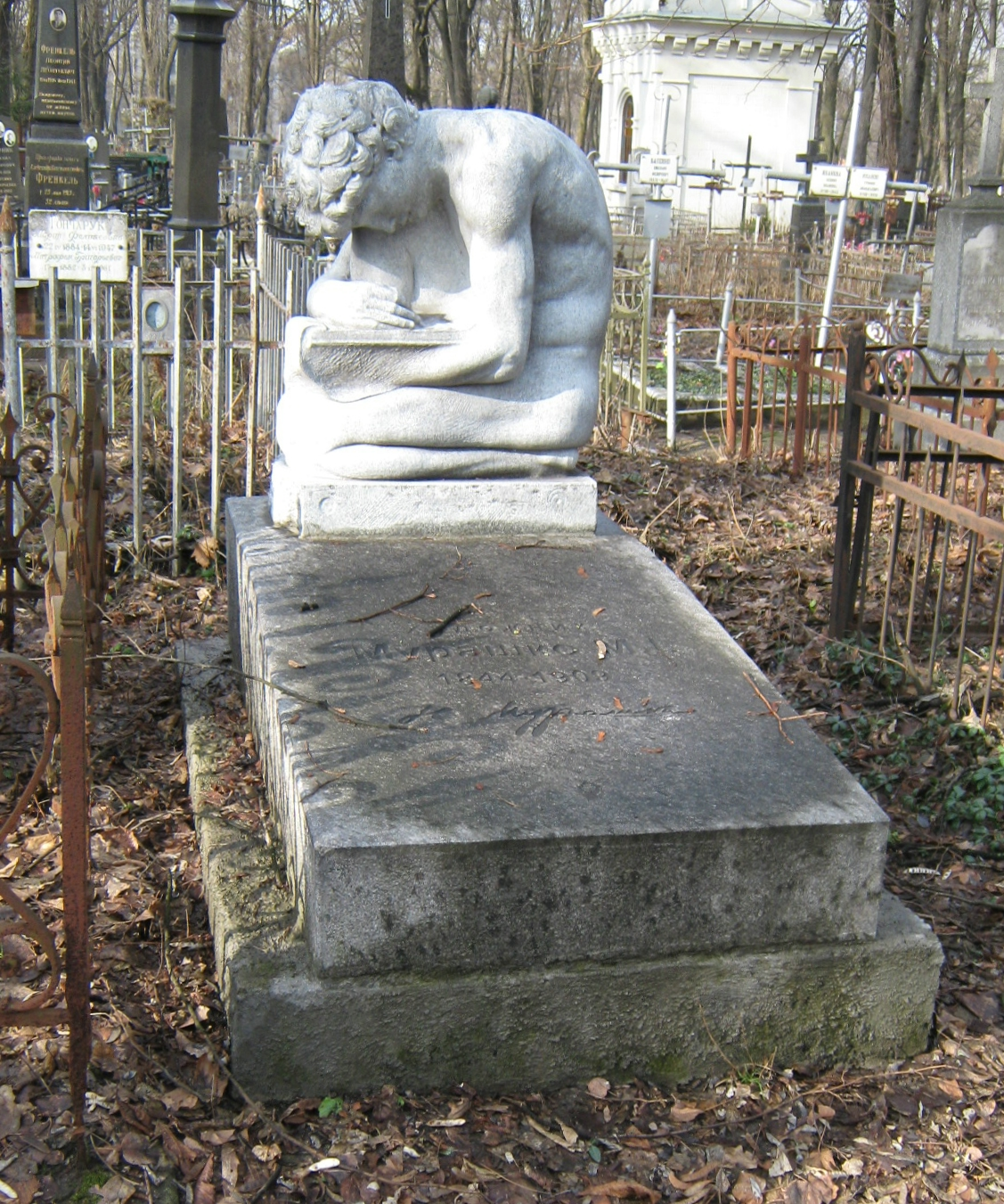
Mykola Muraschkos Grab

Zahlreiche Persönlichkeiten sind auf dem Friedhof beigesetzt. Darunter:
- Leonid Berkut (1879–1940), Historiker und Hochschullehrer
- Alexander Bogomazow (1880–1930), Maler und Theoretiker der russischen Avantgarde[4][5]
- Lasar Brodskyj (1848–1904), Unternehmer und Philanthrop
- Kost Burewij (1888–1934), Dichter, Dramatiker, Theaterwissenschaftler, Literaturkritiker und Übersetzer
- Nikolai Cholodny (1882–1953), Mikrobiologe
- Alexander Dinnik (1876–1950), Ingenieurwissenschaftler
- Nikolai Duchonin (1876–1917), General
- Mykola Hrunskyj (1872–1951), Philologe und Universitätsrektor
- Wassili Ischewski (1863–1926), Metallurg und Hochschullehrer
- Oleksandr Karpeka (1894–1918), Flugzeugkonstrukteur und Militärpilot
- Michail I. Konowalow (1858–1906), Universitätsrektor
- Wladimir Korezki (1890–1984), Jurist
- Hryhorij Kossynka (1899–1934), Publizist, Übersetzer und Prosa-Schriftsteller
- Fedir Krytschewskyj (1879–1947), Maler
- Klawdija Latyschewa (1897–1956), Mathematikerin
- Wassyl Ljaskoronskyj (1860–1928), Historiker, Archäologe, Numismatiker, Ethnograph und Schriftsteller
- Georgi de Metz (1861–1947), Physiker, Methodologe und Universitätsrektor
- Mykola Muraschko (1844–1909), Maler
- Oleksandr Muraschko (1875–1919), Maler und Pädagoge
- Wolodymyr Naumenko (1852–1919), Pädagoge, Lexikograf, Linguist, Musikwissenschaftler, Journalist, Philologe und Minister
- Pjotr Nesterow (1887–1914), Pilot und Flugzeugkonstrukteur
- Wassili Obraszow (1849–1920), Arzt und Internist
- Wiktor Palmow (1888–1929), Maler und Avantgarde-Künstler des Futurismus
- Galina Petraschewitsch (1903–1999), Bildhauerin
- Alexander Orlow (1880–1954), Astronom und Hochschullehrer
- Wolodymyr Orlowskyj (1842–1914), Landschaftsmaler
- Wladimir Puchalski (1848–1933), Pianist, Komponist und Musikpädagoge
- Mykola Pymonenko (1862–1912), Maler
- Mykola Rokyzkyj (1901–1944), Maler
- Nikolai Sewerow (1887–1957), georgischer Architekt und Hochschullehrer
- Stepan Solskyj (1835–1900), Theologe und Kiewer Bürgermeister
- Boris Sresnewski (1857–1934), Meteorologe und Hochschullehrer
- Mykola Straschesko (1876–1952), Wissenschaftler, Arzt und Kardiologe
- Serhij Switoslawskyj (1857–1931), Kunstmaler
- Hlib Taranow (1904–1989), Komponist und Hochschullehrer
- Pawlo Tutkowskyj (1858–1930), Geologe und Geograph
- Mykola Wassylenko (1866–1935), Politiker und Wissenschaftler